# Signe V
Pour les articles homonymes, voir V.

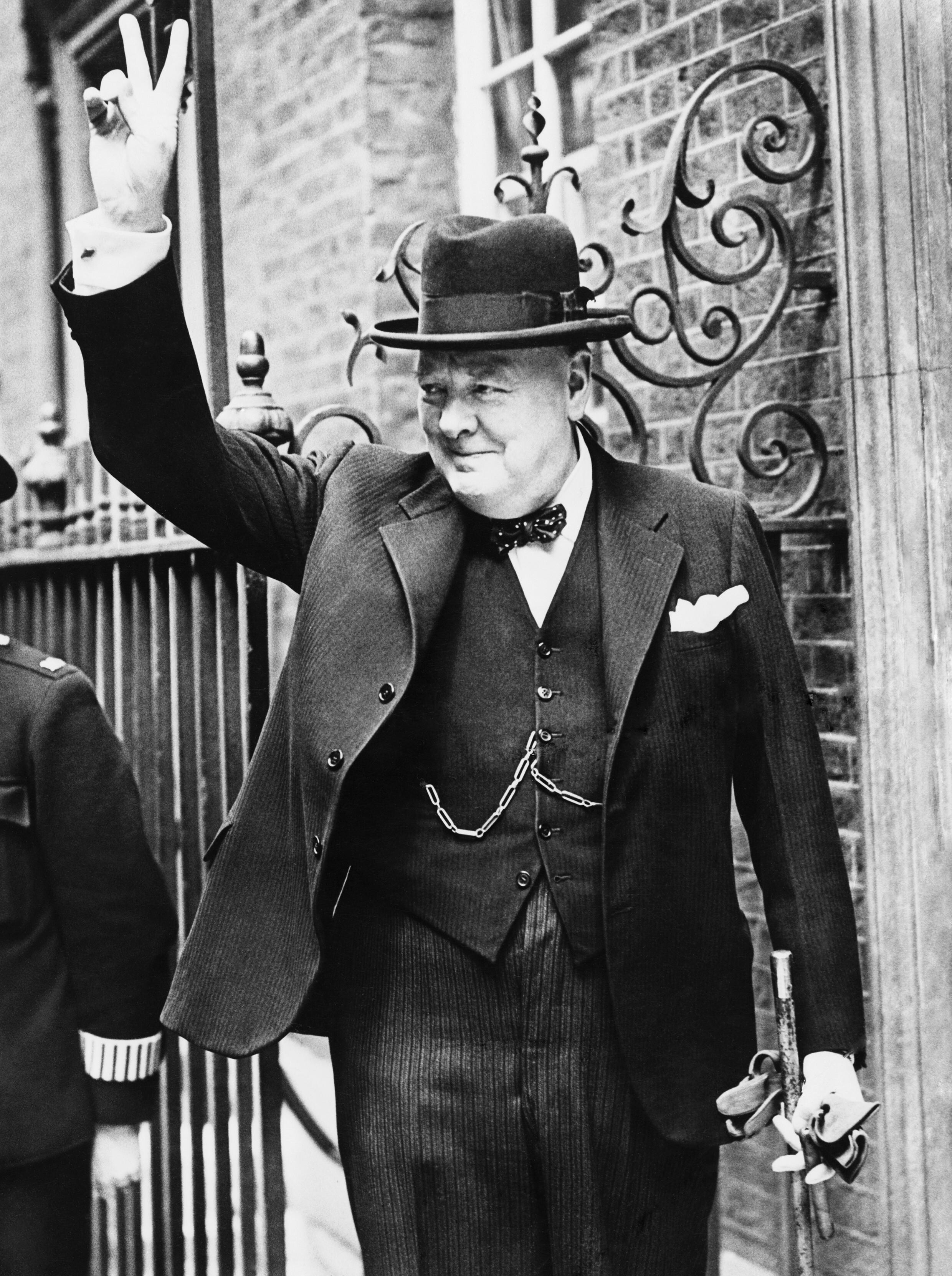
Churchill sort du 10 Downing Street le 5 juin 1943 en arborant le signe V de la Victoire des Alliés.

Le signe V est un geste de la main réalisé en tendant vers le haut l'index et le majeur pour former un « V ». Ce signe, mondialement reconnu, indique généralement une victoire (d'où la lettre « V ») ou une réussite de manière peut-être plus expressive encore qu'un pouce levé.

## Diverses significations

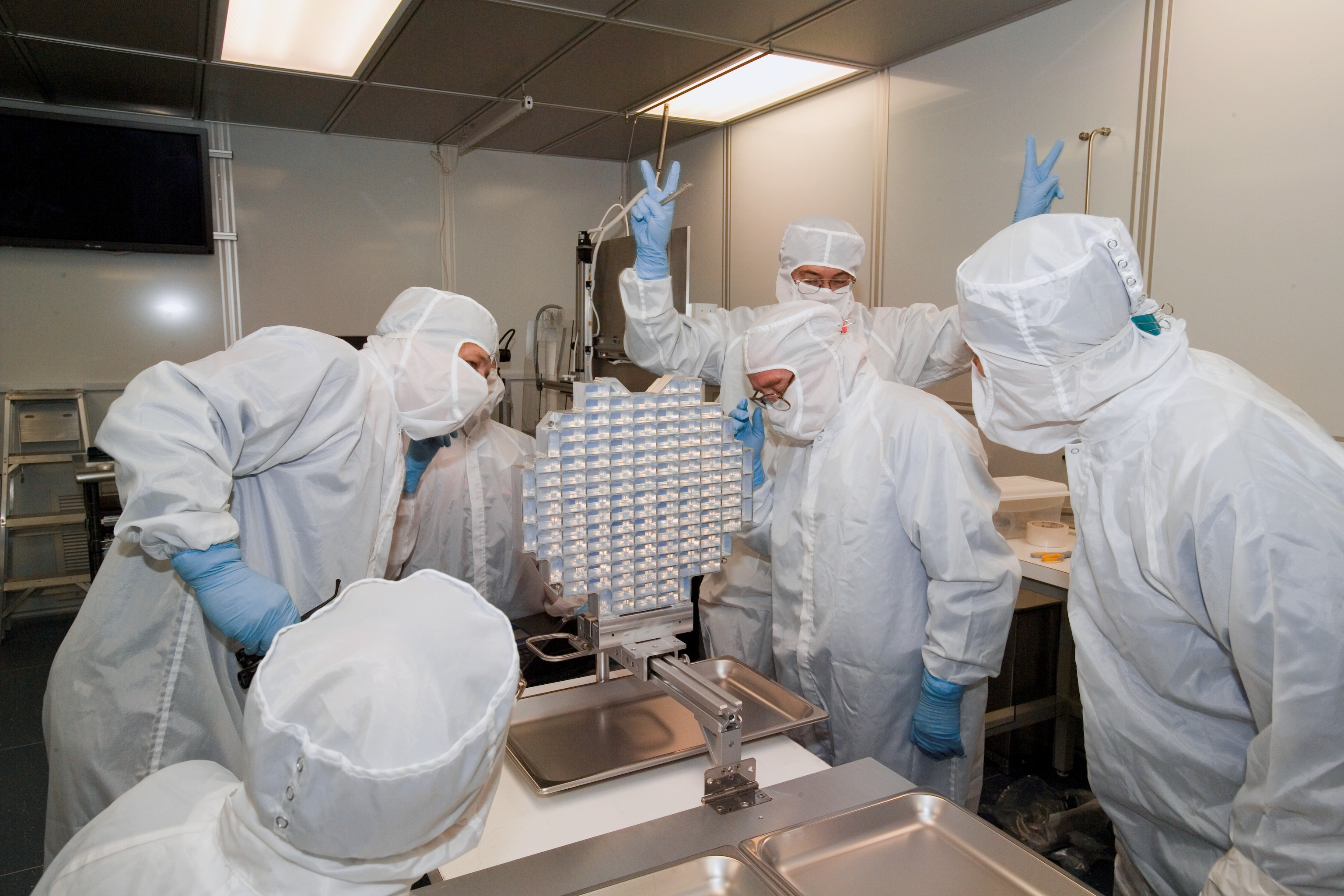
Un scientifique du Johnson Space Center fait le signe de la victoire après l'extraction de poussières stellaires collectées par la sonde spatiale Stardust (janv. 2006).

Ce signe peut avoir diverses significations selon son contexte et la façon dont il est fait.
Avec le dos de la main face à la personne qui fait le geste :
- la quantité « deux » ;
- le signe de victoire ou de réussite ;
- le signe de la paix ;
- le salut motard ;
- une farce à une personne à laquelle on fait des cornes, ou des oreilles de lapin ou d'âne lorsque l'on fait le signe derrière la tête ;
- le signe de la promesse des louveteaux où les doigts forment les oreilles tendues ;
- au Japon et en Chine, lors de pose sur des photos informelles ;
- les Kurdes  et les Canadiens utilisent ce signe pour représenter la paix (de manière générique)

Avec la paume de la main face à la personne qui fait le geste :
- signe utilisé par l'ASALA ;
- une insulte dans la culture anglaise et quelques pays anglo-saxons (Irlande, Afrique du Sud, Australie et Nouvelle-Zélande) ;
- aux États-Unis et au Canada, un signe pour représenter la paix (de manière générique).

Avec d'autres mouvements :
- la lettre V dans la langue des signes américaine ou française ;
- la mise entre guillemets d'un mot ou expression lors d'une conversation.

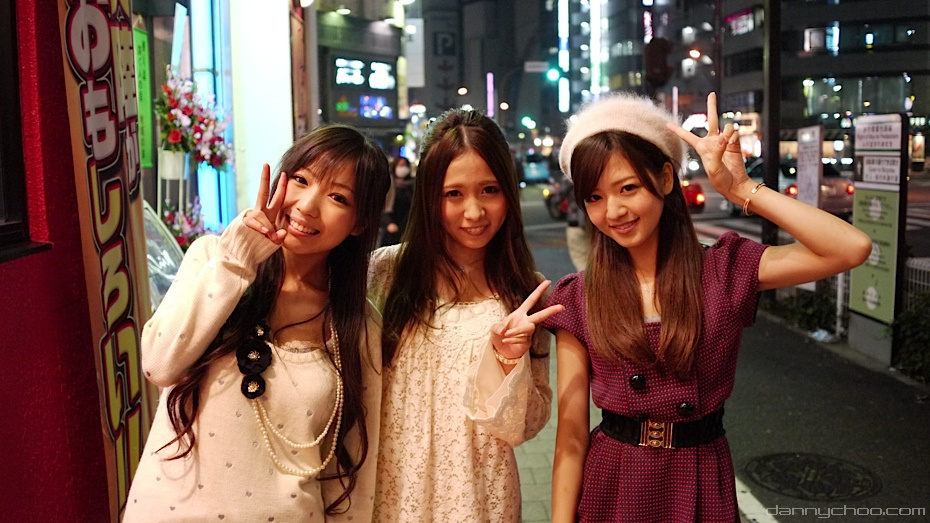
De jeunes Japonaises faisant un signe en V (2010).
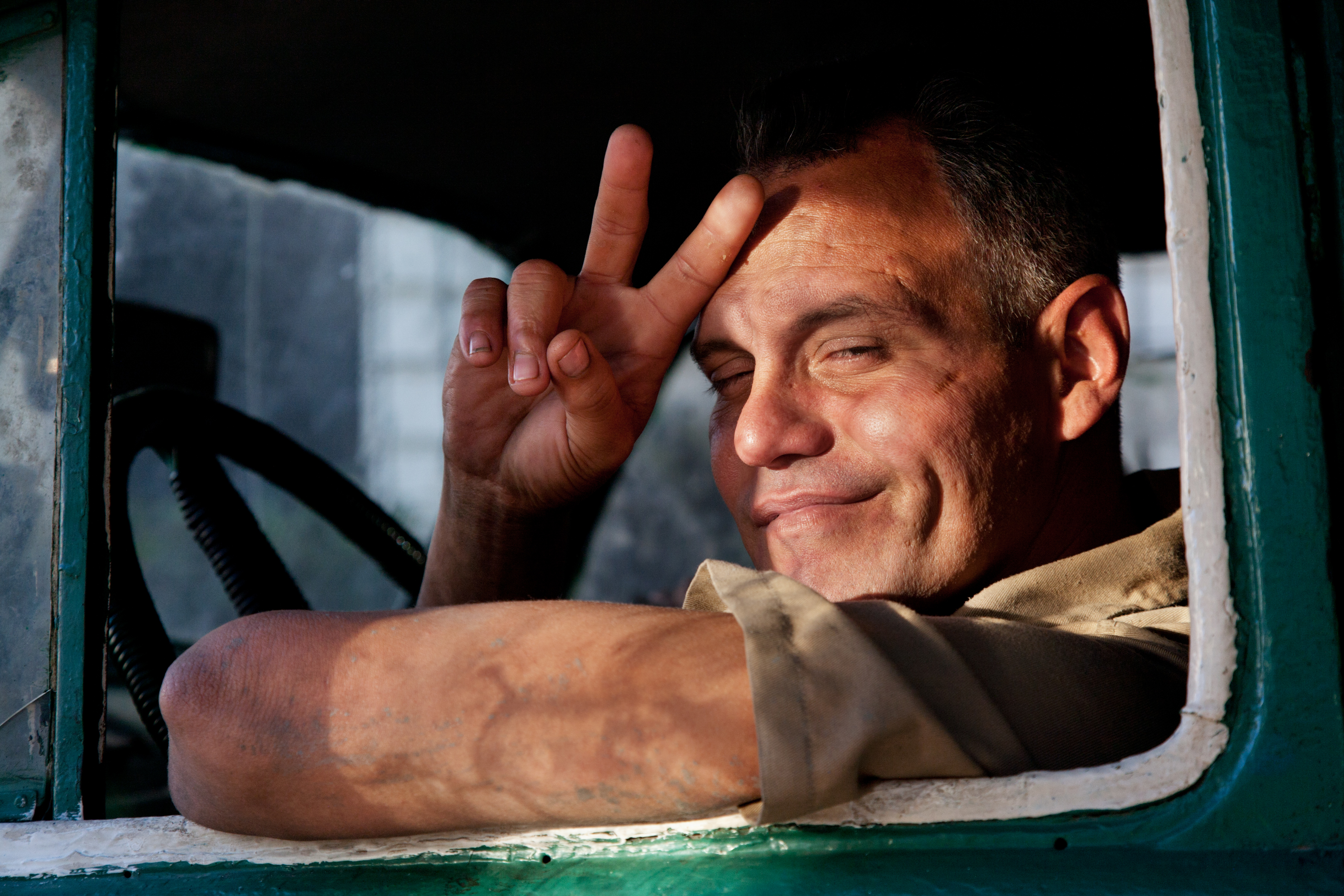
Un Cubain de La Havane faisant le signe en V (2011)
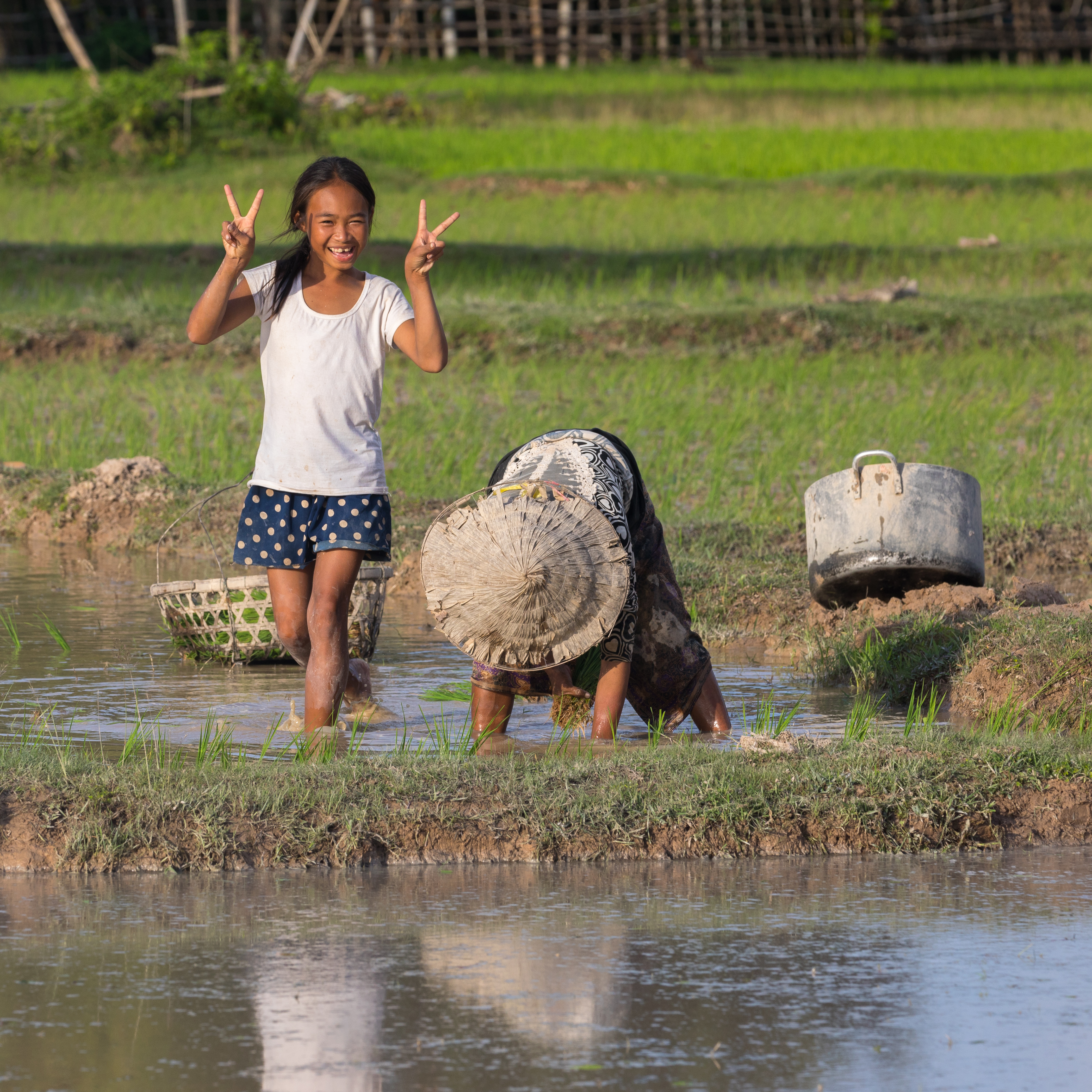
Une jeune Laotienne dans une rizière faisant un signe V de chaque main (2018)
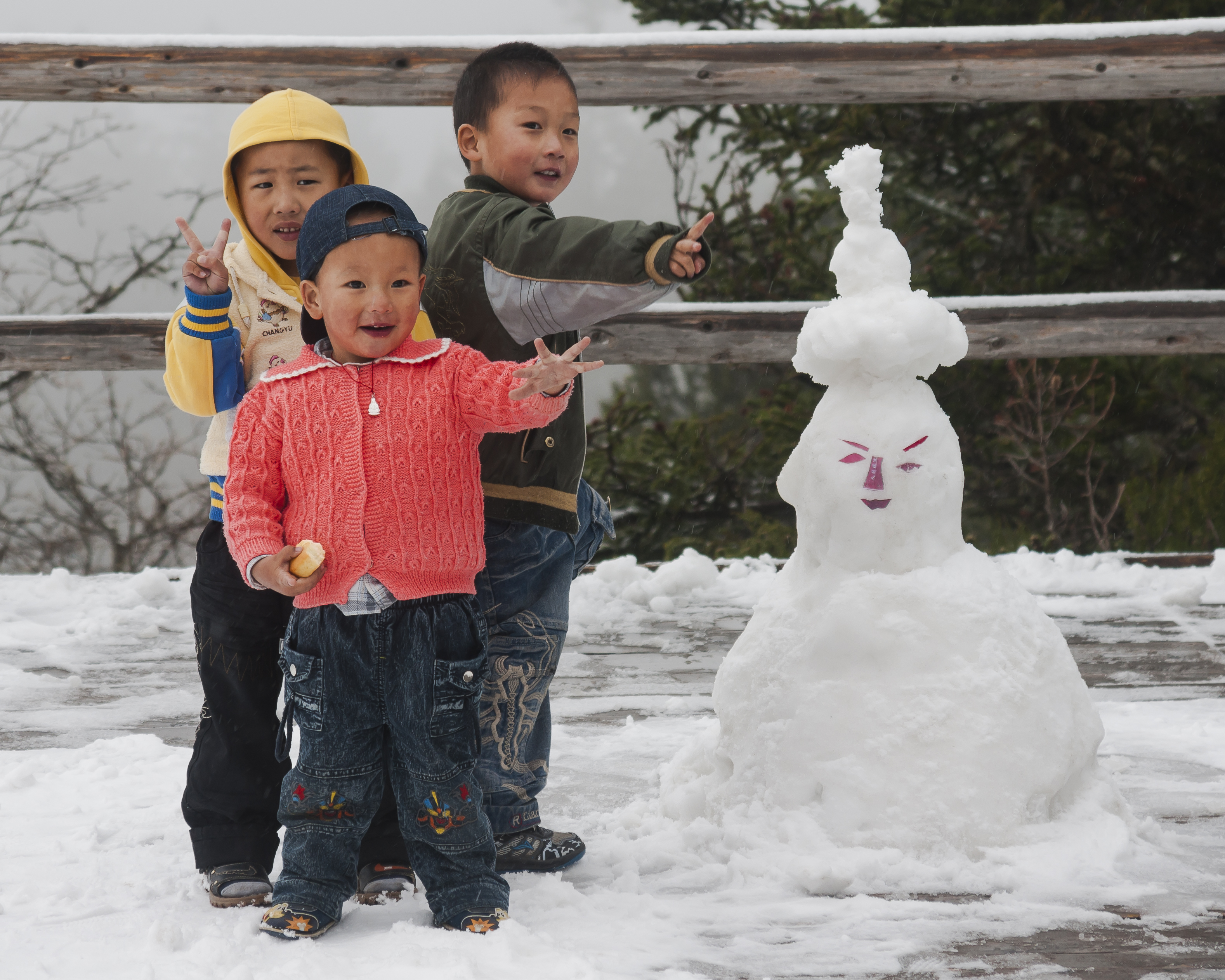
De jeunes Chinois faisant le signe en V

## Histoire
La plus ancienne référence au signe V remonte vers 1330 où il apparaît en marge du Psautier Macclesfield. En français, la plus ancienne référence sans ambiguïté date du XVIe siècle, dans un ouvrage de François Rabelais.

### V is for Victory

Winston Churchill célèbre la victoire sur l'Allemagne le 8 mai 1945

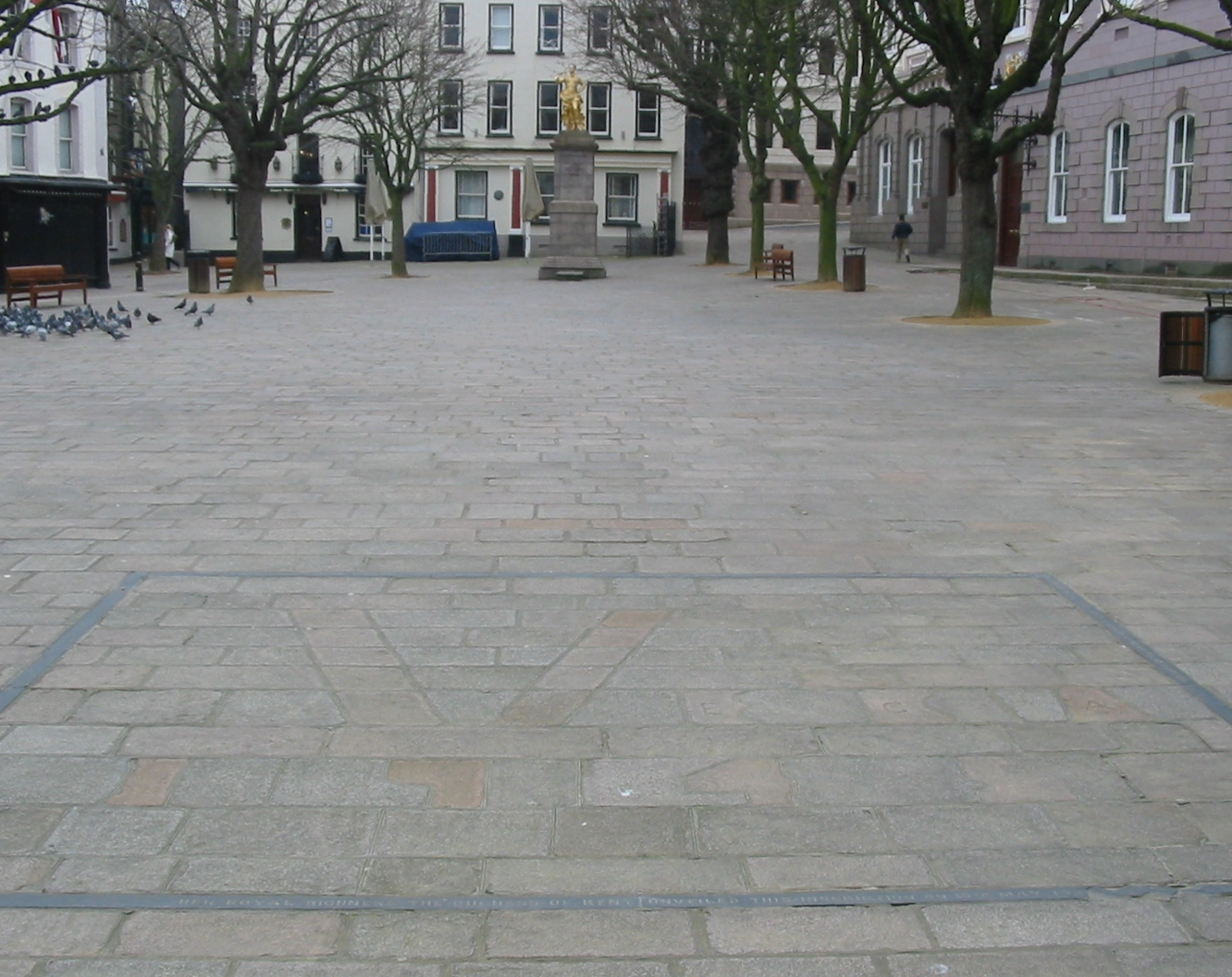
Durant l'occupation de Jersey, un maçon a intégré au nez et à la barbe des occupants un V au pavage de la place Royale (aujourd'hui transformé en monument).

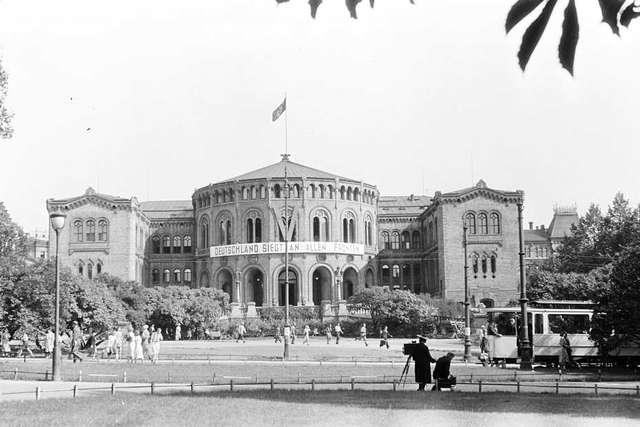
Le bâtiment du Parlement de Norvège sous l'occupation nazie pendant la Seconde Guerre mondiale, arbore le signe V allemand.

C'est durant la Seconde Guerre mondiale que le signe V prend toute son ampleur et devient un symbole patriotique de la lutte anti-nazie. C'est l'ancien ministre belge Victor de Laveleye qui propose aux Belges, le 14 janvier 1941 à la radio de la BBC où il est speaker, d'utiliser ce symbole en signe de lutte contre l'occupant. Il fait remarquer que le V est la première lettre du mot français "Victoire" et du mot néerlandais "Liberté" (Vrijheid), une chose de plus qui fait que les Flamands et les Wallons sont unis contre l'occupant allemand. De plus, c'est la première lettre du mot anglais Victory. La BBC relaye cette campagne, dénommée ensuite « campagne des V », en Belgique, aux Pays-Bas et dans le Nord de la France. Le 27 juin 1941 est ajoutée une version audio, le V en morse : •••—. Ce rythme correspondant aux premières notes de la Symphonie n° 5 de Beethoven, celle-ci devint l'indicatif des émissions à destination de l'Europe occupée.  
Winston Churchill adhère à cette campagne et fait ce geste dès qu'un photographe est présent. Ce signe est ensuite repris à travers l'Europe occupée par les Allemands et devient un signe anti-nazi.
Pour la France, Charles de Gaulle fait le signe dans ses discours à partir de 1942. Le V abritait donc parfois une croix de Lorraine.
Goebbels ministre de l'Éducation du peuple et de la Propagande du Reich, organise une contre-campagne de propagande. Le 7 juillet 1941, il donna l'ordre aux unités d'occupation de reprendre pour le compte de l'Allemagne la lettre V comme symbole du mot Victoria (signifiant victoire en latin car en allemand, "victoire" se traduit "Sieg", d'où le stratagème de Goebbels de faire référence à l'Antiquité que les Nazis ont par ailleurs en admiration) : ces unités se mettent à arborer le V, parfois entouré par des feuilles de laurier, sur leurs véhicules, leurs cantonnements mais aussi sur des monuments (la tour Eiffel ou le palais Bourbon à Paris) ou sur des affiches placardées dans les rues. La campagne des V nazis n'a pas le succès escompté,.
Bien plus tard, le signe V est également employé par le mouvement Solidarność, en Pologne, comme symbole d'opposition au communisme et au pouvoir en place.
En Asie de l'Est et plus particulièrement au Japon, le signe V est populaire depuis les années 1960-1970 après sa diffusion par des personnalités médiatiques : il est ainsi fréquemment utilisé par des personnes qui se font prendre en photo. En 2017, des scientifiques de l'Institut national de l'informatique (NII) du Japon indiquent qu'il est désormais possible d'usurper une identité en capturant les empreintes digitales de quelqu'un faisant ce signe sur une photo.
La Nouvelle Union populaire écologique et sociale utilise la lettre grecque ν / n ressemblant à un V, prononcée « nu » dans l'alphabet. 

### Signe de la paix
Dans les années 1960 aux États-Unis, le signe est repris par les mouvements s'opposant à la guerre du Viêt Nam, mais l'origine de cette adoption reste obscure.

### Insulte
L'origine de ce signe remonterait à la guerre de Cent Ans qui voit s'opposer les Anglais aux Français. Durant plusieurs batailles, les archers jouent un rôle décisif dans la stratégie militaire anglaise. À tel point que lorsque les Français capturaient un archer anglais, ils lui sectionnaient l'index et le majeur, car ces deux doigts sont essentiels pour tirer à l'arc. En signe d'insulte, les archers anglais auraient pris l'habitude avant la bataille de faire le signe V à l'adresse des Français. C'est de là que viendrait le doigt d'honneur.
Néanmoins, cela n'est pas attesté et il pourrait s'agir d'une légende urbaine.

### Salut motard
Dans les années 1970, Barry Sheene, champion de Grand Prix moto, avait pris pour habitude de saluer son public d'un signe V à chacune de ses victoires. De plus en plus de motards adoptèrent ce signe comme salut sur la route et il fait maintenant partie de leur « code des signes ». Dans le film Easy Rider, 1969, ils font un salut motard.

## Autre
Le symbole Unicode définit le signe V par U+270C (✌).